# Jurrie Koolhof
Jurrie Koolhof (Beerta, 1960. január 10. – Duiven, 2019. január 28.) válogatott holland labdarúgó, csatár, edző.

## Pályafutása

### Klubcsapatban
1978–79-ban a Veendam korosztályos csapatában játszott, majd a következő idényben bemutatkozott az első csapatban. 1980 és 1982 között a Vitesse Arnhem, 1982 és 1987 között a PSV Eindhoven labdarúgója volt. A PSV-vel két bajnoki címet szerzett. 1987–88-ban a Groningen, 1988 és 1990 között ismét a Vitesse, 1990 és 1993 között a De Graafschap játékosa volt. Az 1993–94-es idényben a Veendam csapatában fejezte be az aktív labdarúgást.

### A válogatottban
1982–83-ban öt alkalommal szerepelt a holland válogatottban.

### Edzőként
2000 és 2002 között a De Graafschap vezetőedzője volt. 2002–03-ban az FC Emmen csapatánál volt segédedző. 2003 és 2005 között az AGOVV Apeldoorn, 2005–06-ban a Dordrecht, 2006–07-ben a MVV Maastricht, 2007–08-ban a Cambuur-Leeuwarden szakmai munkáját irányította. 2011–12-ben az indonéz Persijap Jepara vezetőedzőjeként dolgozott.

## Sikerei, díjai
PSV Eindhoven
- Holland bajnokság (Eredivisie)
  - bajnok (2): 1985–86, 1986–87